# Cantone di Aucun
Il Cantone di Aucun era una divisione amministrativa dell'arrondissement di Argelès-Gazost.
A seguito della riforma approvata con decreto del 25 febbraio 2014, che ha avuto attuazione dopo le elezioni dipartimentali del 2015, è stato soppresso.

## Composizione
Comprendeva i comuni di:
- Arbéost
- Arcizans-Dessus
- Arras-en-Lavedan
- Arrens-Marsous
- Aucun
- Bun
- Estaing
- Ferrières
- Gaillagos
- Sireix